# Грос-Кройц
Грос-Кройц (нім. Groß Kreutz) — громада в Німеччині, розташована в землі Бранденбург. Входить до складу району Потсдам-Міттельмарк.
Площа — 98,95 км2. Населення становить 8738 ос. (станом на 31 грудня 2020).

## Демографія
- Динаміка населення з 1875 року в сучасних кордонах (Синя лінія: населення; Пунктир: відносна порівняльна динаміка населення землі Бранденбург; Сірий фон: період Третього рейху; Помаранчевий фон: період НДР)
- Динаміка населення (синя лінія) і прогнози

| Рік  | Населення |
| ---- | --------- |
| 1875 | 4 371     |
| 1890 | 5 068     |
| 1910 | 5 091     |
| 1925 | 5 117     |
| 1939 | 6 858     |
| 1950 | 8 593     |
| 1964 | 7 321     |

| Рік  | Населення |
| ---- | --------- |
| 1971 | 7 332     |
| 1981 | 6 987     |
| 1985 | 7 001     |
| 1990 | 6 993     |
| 1995 | 7 323     |
| 2000 | 8 364     |
| 2005 | 8 474     |

| Рік  | Населення |
| ---- | --------- |
| 2010 | 8 197     |
| 2015 | 8 133     |
| 2016 | 8 275     |
| 2017 | 8 381     |
| 2018 | 8 558     |
| 2019 | 8 618     |
| 2020 | 8 738     |

Джерела даних вказані на Wikimedia Commons.

## Галерея

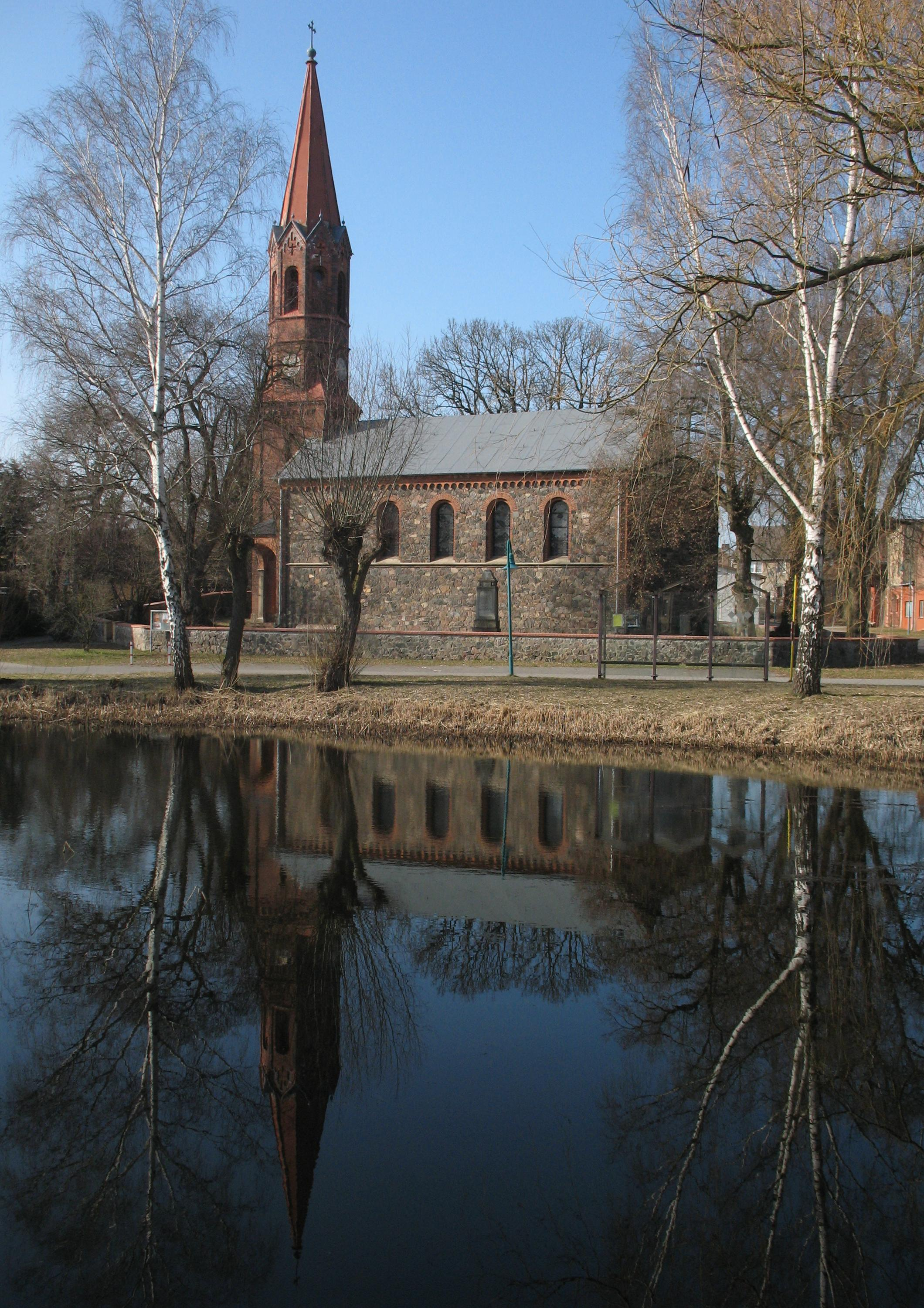
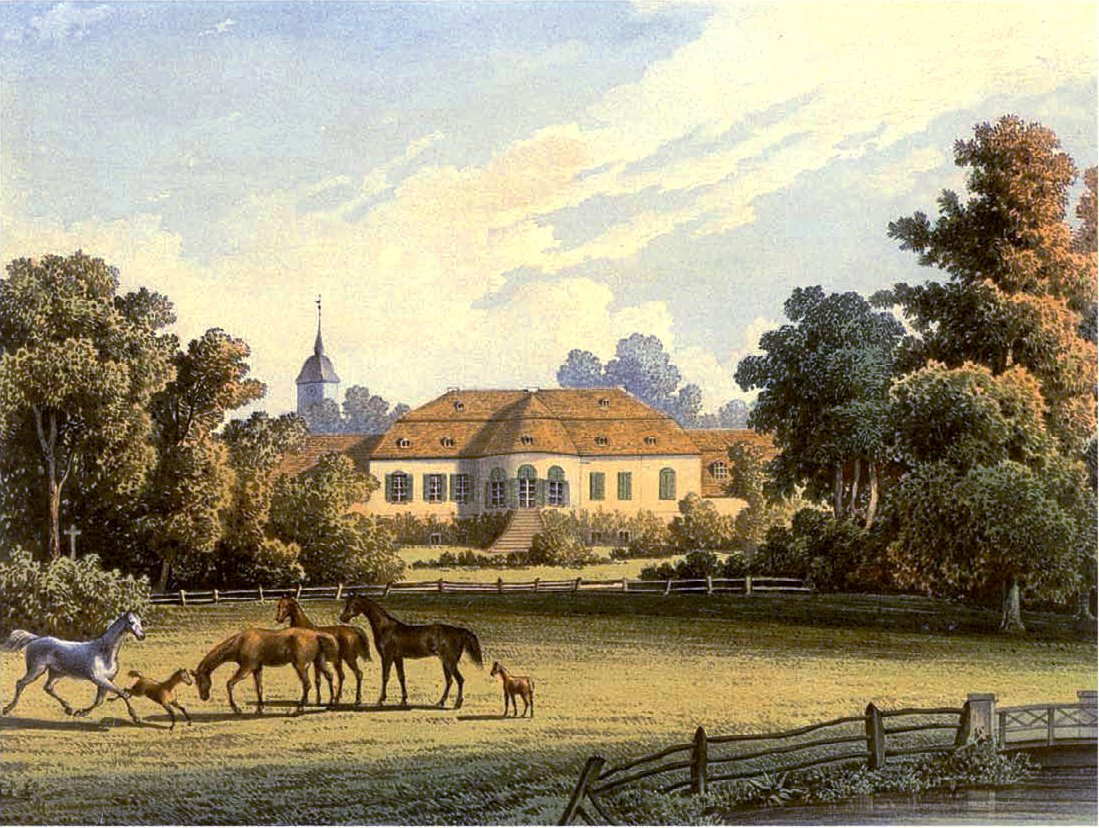
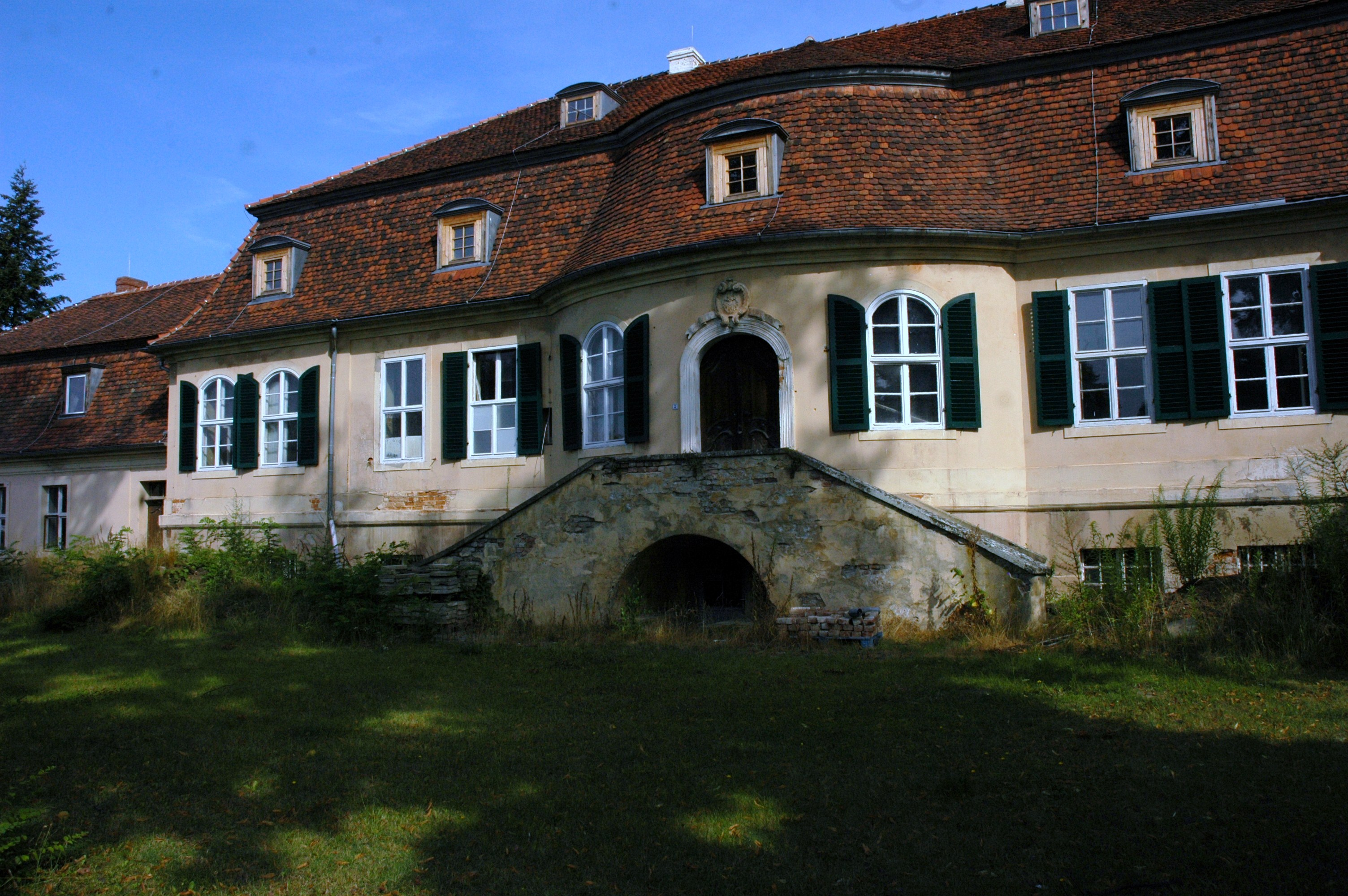
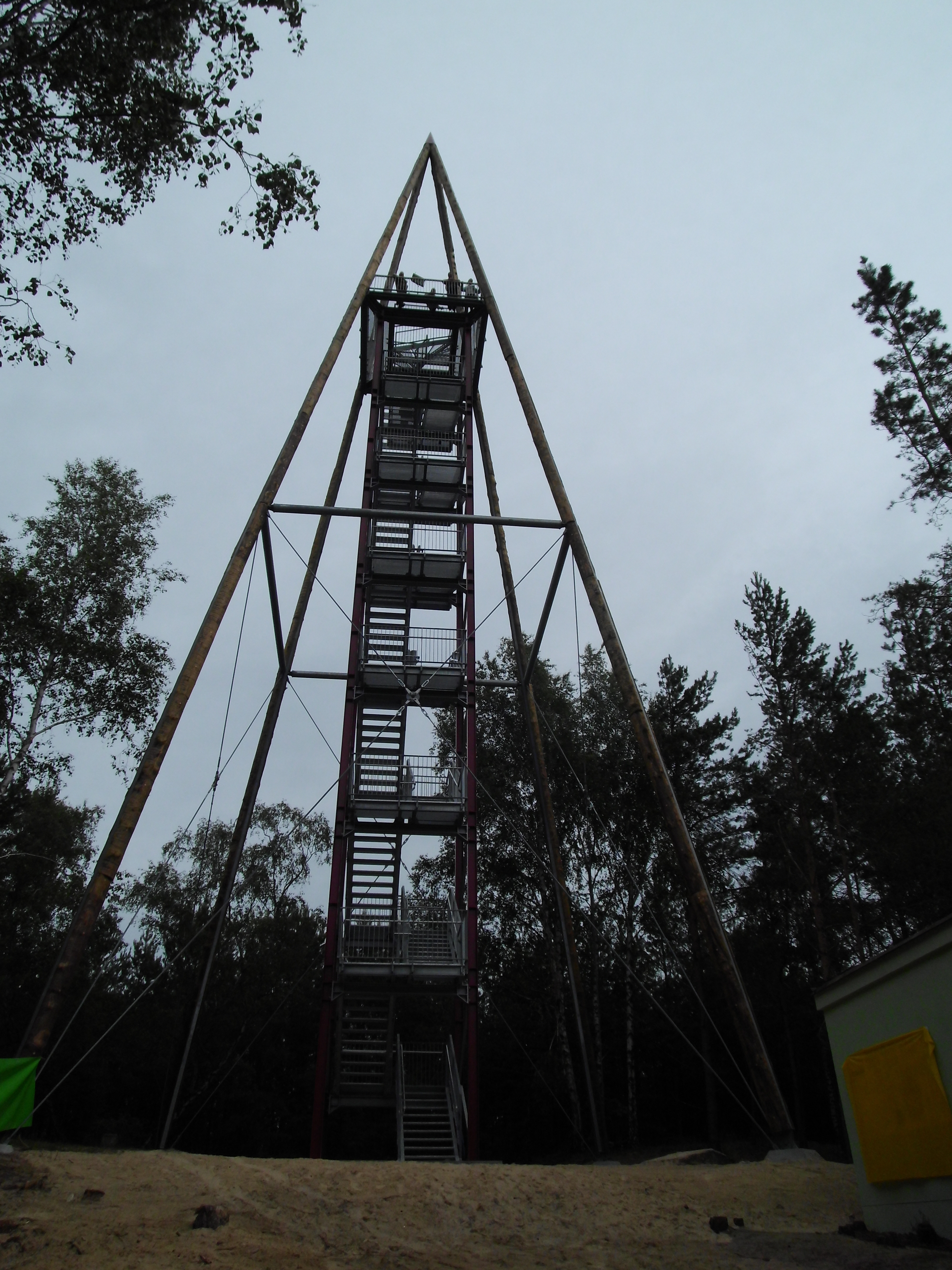
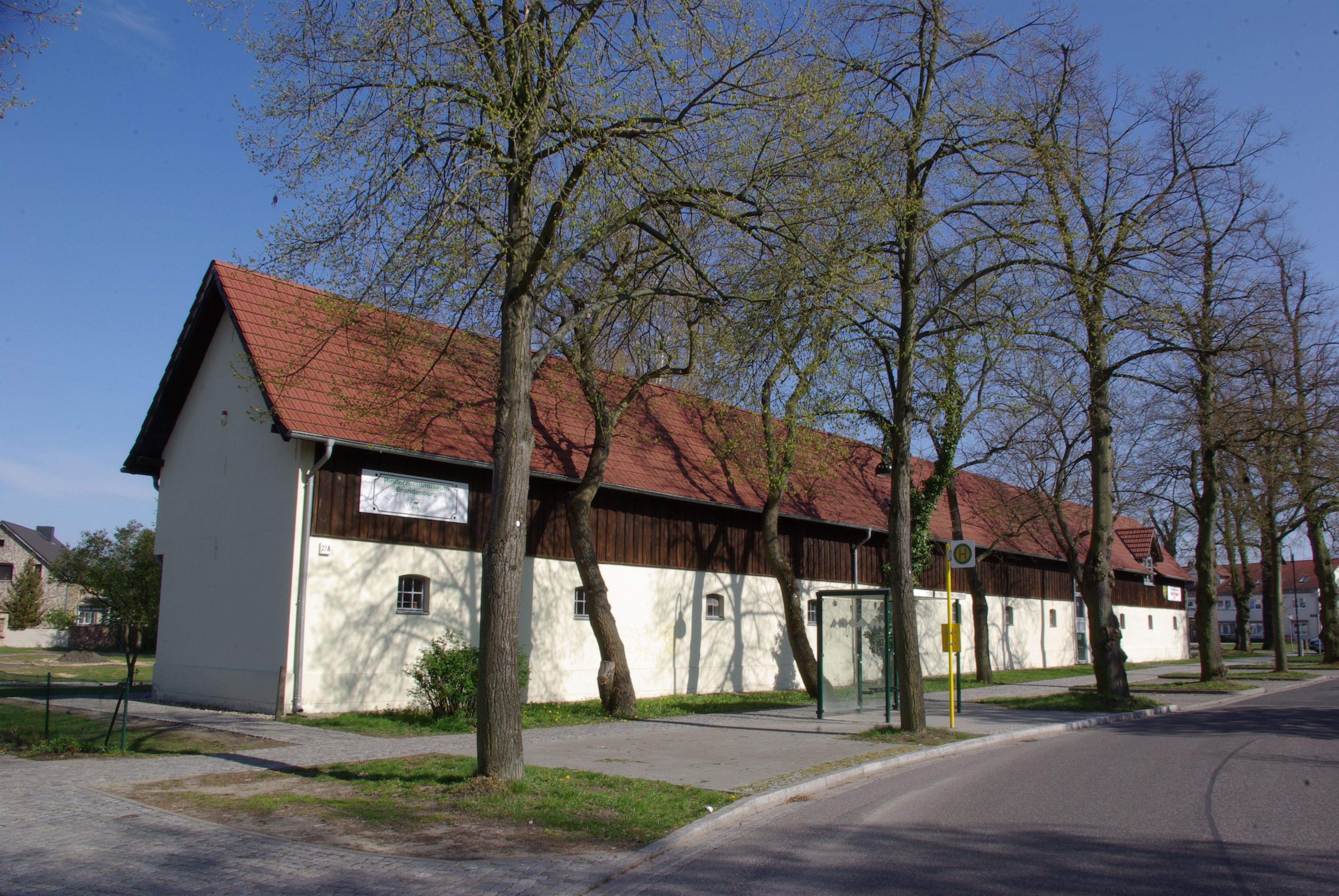